# Pileor
Pileor (Pilea) är ett släkte av nässelväxter. Pileor ingår i familjen nässelväxter.
Pileor förekommer i tropikerna, särskilt i Amerika men saknas i Australien. De är ett- eller fleråriga örter med nedliggande krypande eller upprätt stam. Flera arter är populära krukväxter, till exempel parasollpilea (elefantöra).

## Bildgalleri

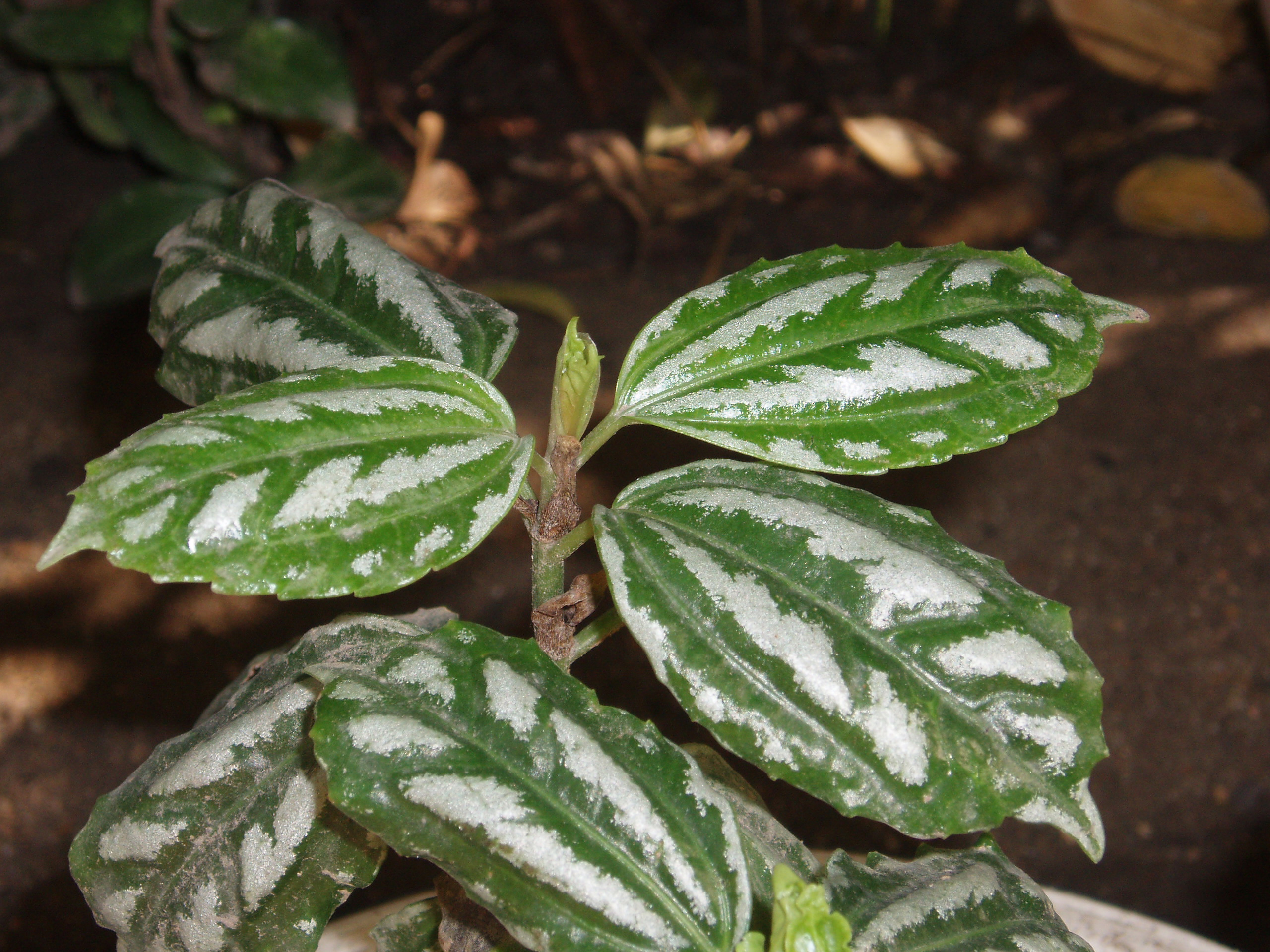
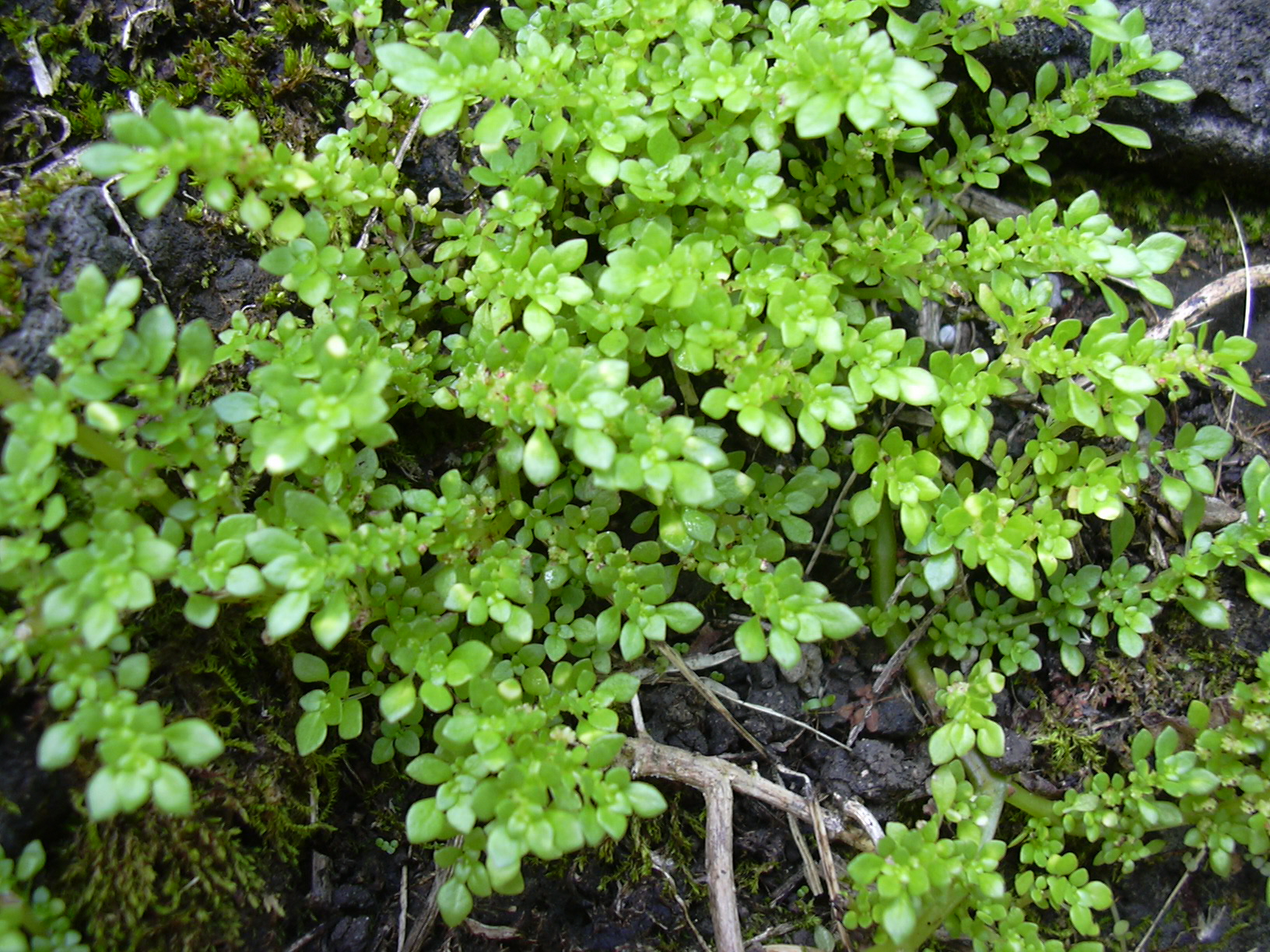
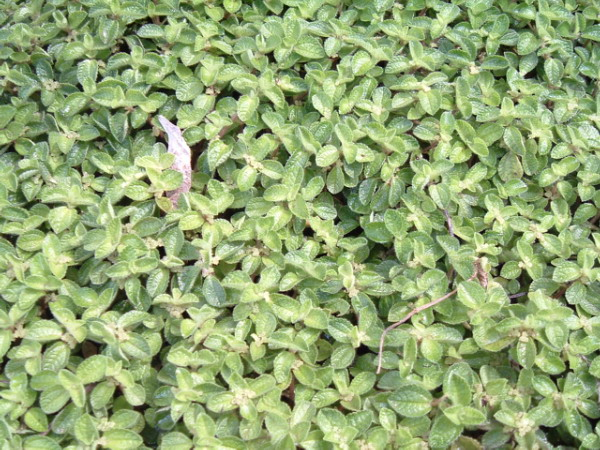
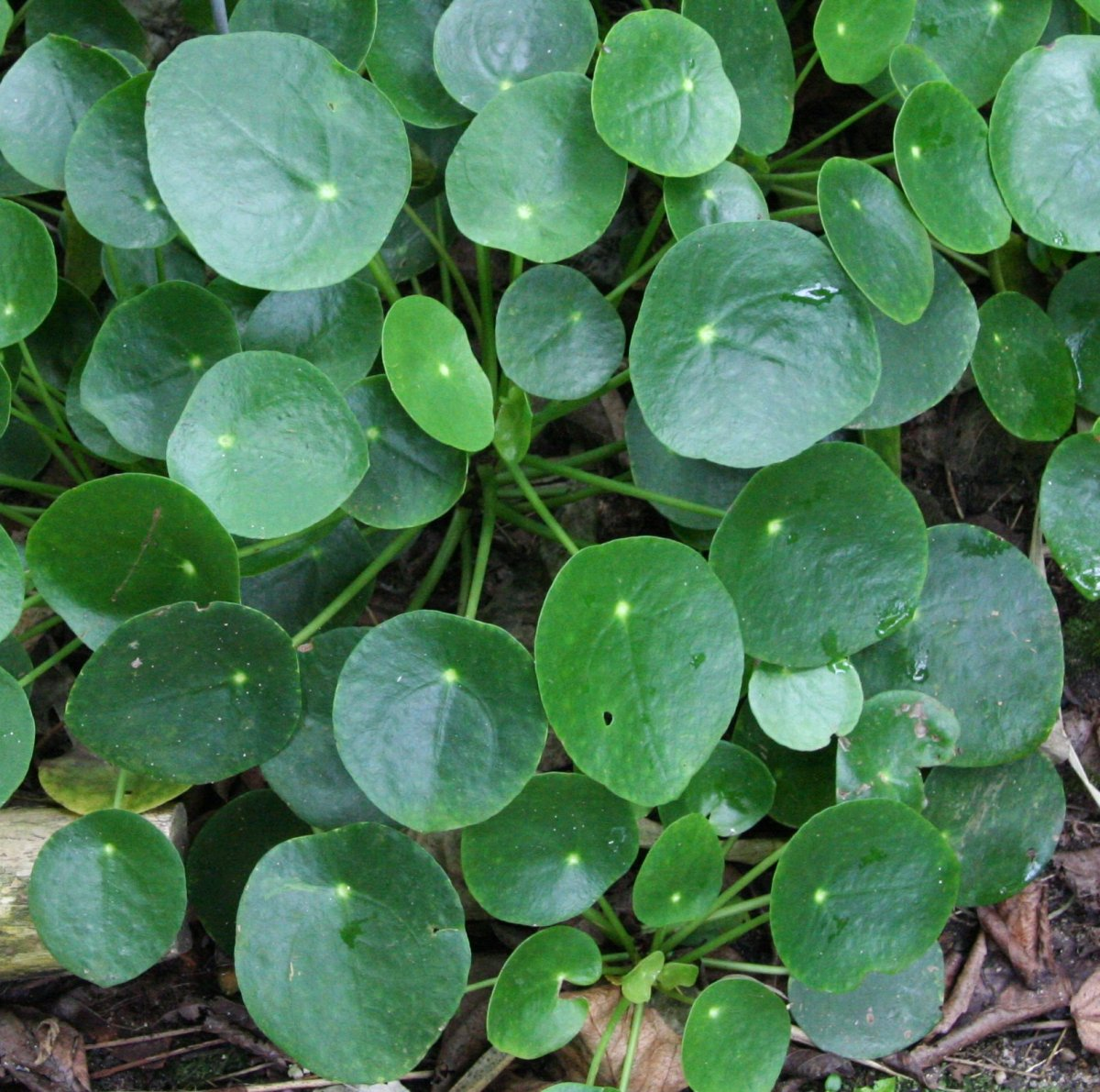
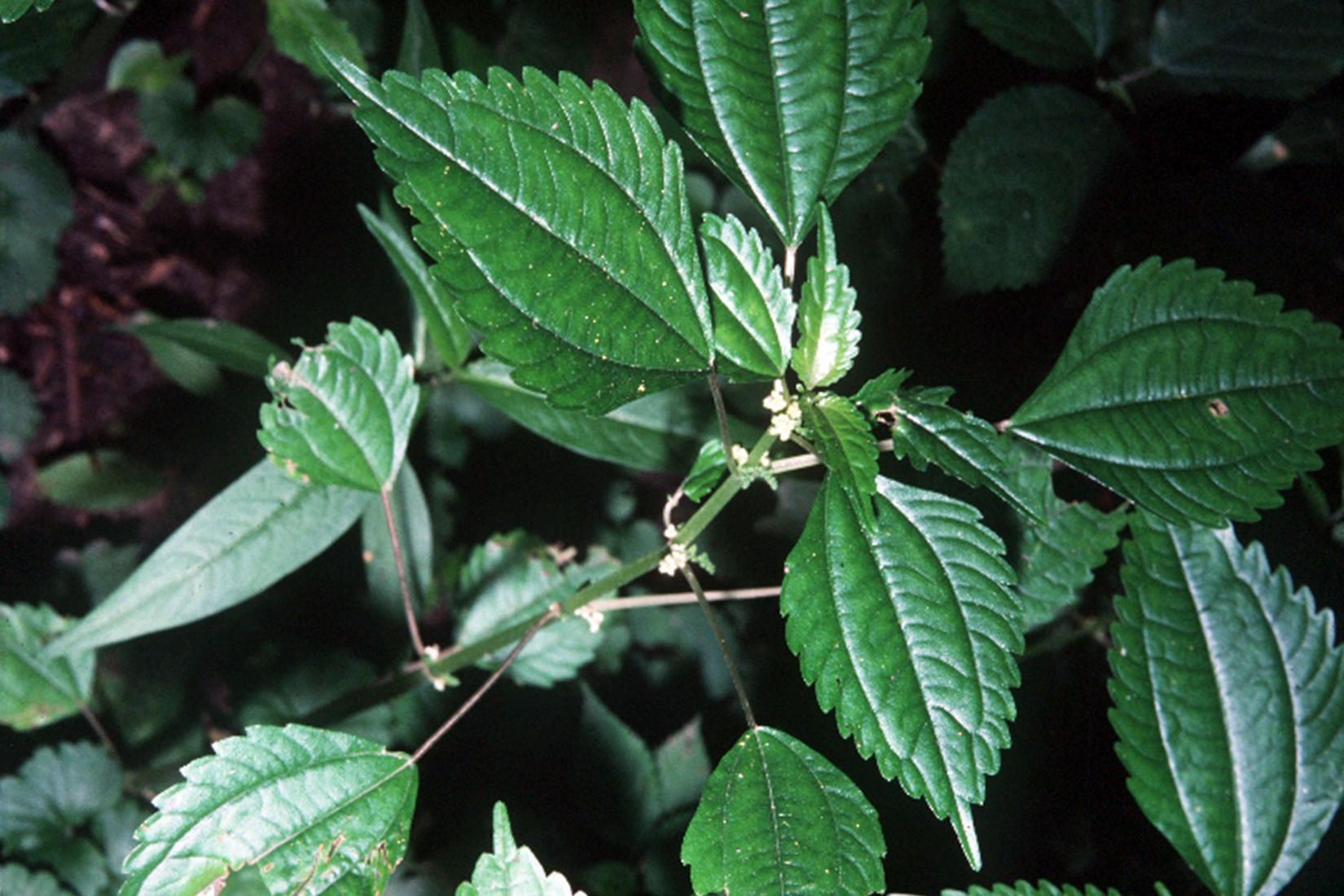
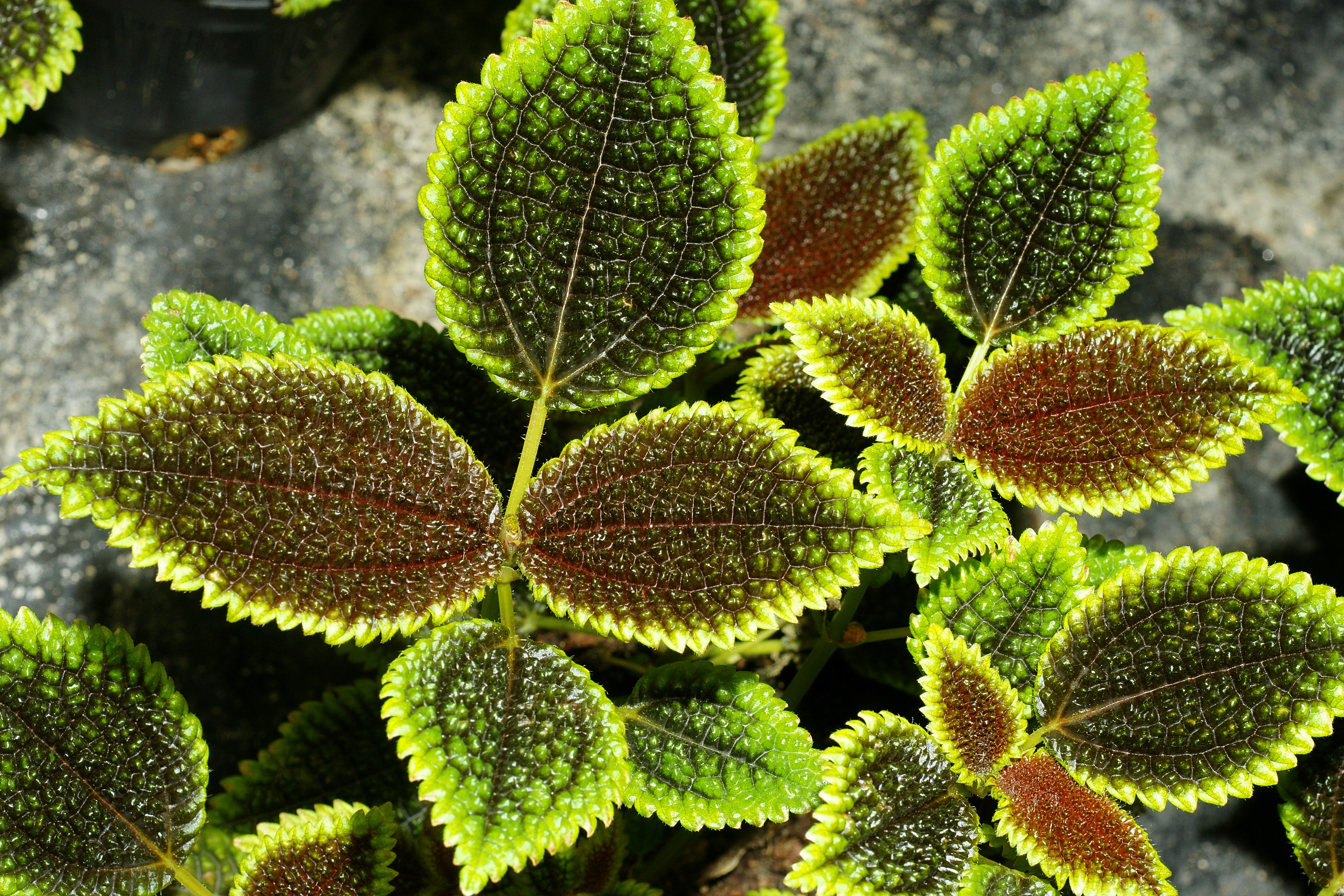

## Dottertaxa till Pileor, i alfabetisk ordning[1]
- Pilea abbreviata
- Pilea acanthospermoides
- Pilea acuminata
- Pilea acunae
- Pilea adamsiana
- Pilea aenea
- Pilea affinis
- Pilea alaotrae
- Pilea alfaroana
- Pilea alongensis
- Pilea alpina
- Pilea alsinifolia
- Pilea alta
- Pilea alternifolia
- Pilea ambecarpa
- Pilea amplistipulata
- Pilea andersonii
- Pilea andringitrensis
- Pilea angolensis
- Pilea angulata
- Pilea angustata
- Pilea angustifolia
- Pilea anisophylla
- Pilea ansincola
- Pilea anthotricha
- Pilea antioquensis
- Pilea aparadensis
- Pilea apiculata
- Pilea apoensis
- Pilea appendiculata
- Pilea approximata
- Pilea aquarum
- Pilea arbuscula
- Pilea argentea
- Pilea arguta
- Pilea articulata
- Pilea astrogramma
- Pilea atroviridis
- Pilea attenuata
- Pilea auricularis
- Pilea auriculata
- Pilea balansae
- Pilea balfourii
- Pilea baltenweckii
- Pilea bambuseti
- Pilea bambusifolia
- Pilea barahonensis
- Pilea barbiflora
- Pilea basicordata
- Pilea baurii
- Pilea beguinotii
- Pilea bemarivensis
- Pilea benguetensis
- Pilea betulifolia
- Pilea bicolor
- Pilea bisepala
- Pilea bissei
- Pilea boehmerioides
- Pilea boiviniana
- Pilea boniana
- Pilea borbonica
- Pilea botterii
- Pilea brachypila
- Pilea bracteosa
- Pilea brasiliensis
- Pilea brassii
- Pilea brevipetiolata
- Pilea brevistipula
- Pilea brittoniae
- Pilea buchenavii
- Pilea buchtienii
- Pilea bullata
- Pilea cacuminum
- Pilea cadetii
- Pilea cadierei
- Pilea caespitosa
- Pilea calcicola
- Pilea callicometes
- Pilea capitata
- Pilea capitellata
- Pilea cardiophylla
- Pilea caribaea
- Pilea carnosa
- Pilea carnosula
- Pilea castronis
- Pilea cataractae
- Pilea caudata
- Pilea cavaleriei
- Pilea cavernicola
- Pilea celebica
- Pilea cellulosa
- Pilea centradenioides
- Pilea cephalantha
- Pilea cephalophora
- Pilea ceratocalyx
- Pilea chamaesyce
- Pilea chartacea
- Pilea chiapensis
- Pilea chotardiana
- Pilea christii
- Pilea citriodora
- Pilea clandestina
- Pilea clarana
- Pilea clarkei
- Pilea clementis
- Pilea cocottei
- Pilea commanae
- Pilea confusa
- Pilea conjugalis
- Pilea consanguinea
- Pilea cordifolia
- Pilea cordistipulata
- Pilea cornutocucullata
- Pilea corona
- Pilea coronopifolia
- Pilea corymbosa
- Pilea costaricensis
- Pilea costata
- Pilea cowellii
- Pilea craspedodroma
- Pilea crenata
- Pilea cruegeriana
- Pilea cuneata
- Pilea cuneifolia
- Pilea cuneiformis
- Pilea cuprea
- Pilea cushiensis
- Pilea cyclophylla
- Pilea cymbifolia
- Pilea daguensis
- Pilea dataensis
- Pilea dauciodora
- Pilea delicatula
- Pilea densiflora
- Pilea depressa
- Pilea diandra
- Pilea dictyocarpa
- Pilea diffusa
- Pilea digitata
- Pilea discolor
- Pilea dispar
- Pilea distantifolia
- Pilea diversifolia
- Pilea dolichocarpa
- Pilea dombeyana
- Pilea domingensis
- Pilea ecbolophylla
- Pilea effusa
- Pilea ekmanii
- Pilea elegans
- Pilea elegantissima
- Pilea elizabethae
- Pilea elliptica
- Pilea elliptilimba
- Pilea entradana
- Pilea ermitensis
- Pilea erosa
- Pilea fairchildiana
- Pilea falcata
- Pilea fallax
- Pilea fasciata
- Pilea fendleri
- Pilea filicina
- Pilea filipes
- Pilea flammula
- Pilea flavicaulis
- Pilea flexuosa
- Pilea floridana
- Pilea foetida
- Pilea foliosa
- Pilea fontana
- Pilea foreroi
- Pilea forgetii
- Pilea formonensis
- Pilea formosa
- Pilea forsythiana
- Pilea franquevilleana
- Pilea frutescens
- Pilea fruticosa
- Pilea fruticulosa
- Pilea funkikensis
- Pilea gallowayana
- Pilea gamboana
- Pilea gansuensis
- Pilea geminata
- Pilea gesnerioides
- Pilea glaberrima
- Pilea glabra
- Pilea glaucophylla
- Pilea glomerata
- Pilea gnidioides
- Pilea godetiana
- Pilea goetzei
- Pilea gomeziana
- Pilea goudotiana
- Pilea gracilior
- Pilea grandis
- Pilea granmae
- Pilea granulata
- Pilea griffithii
- Pilea guirana
- Pilea guizhouensis
- Pilea gyrophylla
- Pilea haenkei
- Pilea harrisii
- Pilea hassleriana
- Pilea hazenii
- Pilea hedemarkii
- Pilea hederacea
- Pilea helwigii
- Pilea helxinoides
- Pilea hemisphaerica
- Pilea hepatica
- Pilea herniarioides
- Pilea herrerae
- Pilea heteroneura
- Pilea hexagona
- Pilea hilariana
- Pilea hilliana
- Pilea hirsuta
- Pilea hispaniolana
- Pilea hitchcockii
- Pilea hollickii
- Pilea holstii
- Pilea hookeriana
- Pilea howardiana
- Pilea howelliana
- Pilea humbertii
- Pilea humilis
- Pilea hyalina
- Pilea hydra
- Pilea hydrocotyliflora
- Pilea hygrophila
- Pilea imparifolia
- Pilea impressa
- Pilea inaequalis
- Pilea insolens
- Pilea intermedia
- Pilea intumescens
- Pilea involucrata
- Pilea irrorata
- Pilea iseana
- Pilea iteophylla
- Pilea ivohibeensis
- Pilea jamesoniana
- Pilea japonica
- Pilea jayaensis
- Pilea jeremiensis
- Pilea johniana
- Pilea johnsii
- Pilea johnstonii
- Pilea jujuyensis
- Pilea kakurang
- Pilea kanaii
- Pilea killipiana
- Pilea klossii
- Pilea krugii
- Pilea laciniata
- Pilea lacorum
- Pilea laevicaulis
- Pilea lamii
- Pilea lamiifolia
- Pilea lamioides
- Pilea lanceolata
- Pilea lancifolia
- Pilea lapestris
- Pilea latifolia
- Pilea laurae
- Pilea laxa
- Pilea ledermannii
- Pilea leptocardia
- Pilea leptogramma
- Pilea leptophylla
- Pilea leucophaea
- Pilea libanensis
- Pilea lindeniana
- Pilea linearifolia
- Pilea lippioides
- Pilea lobulata
- Pilea loeseneri
- Pilea loheri
- Pilea lokohensis
- Pilea lomatogramma
- Pilea longibracteolata
- Pilea longicaulis
- Pilea longifolia
- Pilea longipedunculata
- Pilea losensis
- Pilea lucens
- Pilea lucida
- Pilea luisiana
- Pilea lurida
- Pilea luzonensis
- Pilea macbridei
- Pilea macrantha
- Pilea macrocarpa
- Pilea macrocystolithica
- Pilea maculata
- Pilea magnicarpa
- Pilea manniana
- Pilea margarettae
- Pilea marginata
- Pilea martinii
- Pilea matama
- Pilea matheuxiana
- Pilea matsudai
- Pilea maxonii
- Pilea mayarensis
- Pilea media
- Pilea mediophylla
- Pilea medogensis
- Pilea melastomoides
- Pilea menghaiensis
- Pilea mexicana
- Pilea michaelensis
- Pilea microcardia
- Pilea micromeriifolia
- Pilea microphylla
- Pilea microrhombea
- Pilea mimema
- Pilea minguetii
- Pilea minuta
- Pilea minutiflora
- Pilea minutissima
- Pilea mollis
- Pilea monilifera
- Pilea monticola
- Pilea montis-wilhelmi
- Pilea moragana
- Pilea moroniana
- Pilea multicaulis
- Pilea multicellularis
- Pilea multiflora
- Pilea mutisiana
- Pilea myriantha
- Pilea myriophylla
- Pilea nana
- Pilea napoana
- Pilea neglecta
- Pilea nerteroides
- Pilea nigrescens
- Pilea nipensis
- Pilea nitida
- Pilea notata
- Pilea nudicaulis
- Pilea nummulariifolia
- Pilea nutans
- Pilea obesa
- Pilea obetiifolia
- Pilea oblanceolata
- Pilea obscura
- Pilea obtusangula
- Pilea occulta
- Pilea oligantha
- Pilea ophioderma
- Pilea ophiticola
- Pilea ordinata
- Pilea orientalis
- Pilea ornatifolia
- Pilea ovalifolia
- Pilea ovalis
- Pilea oxyodon
- Pilea pachycarpa
- Pilea pachycephala
- Pilea pallida
- Pilea palustris
- Pilea pandurata
- Pilea paniculigera
- Pilea pansamalana
- Pilea panzhihuaensis
- Pilea papuana
- Pilea parciflora
- Pilea parietaria
- Pilea pauciflora
- Pilea pauciserrata
- Pilea pavonii
- Pilea pedroi
- Pilea peladerosi
- Pilea pellionioides
- Pilea pellis-crocodili
- Pilea peltata
- Pilea pendula
- Pilea pennellii
- Pilea penninervis
- Pilea peperomioides
- Pilea peploides
- Pilea perexigua
- Pilea perfragilis
- Pilea perrieri
- Pilea phaeocarpa
- Pilea pichisana
- Pilea picta
- Pilea pitresia
- Pilea pittieri
- Pilea plataniflora
- Pilea pleuroneura
- Pilea plicatidentata
- Pilea plumieri
- Pilea plumulosa
- Pilea poeppigiana
- Pilea pollicaris
- Pilea polyclada
- Pilea portlandiana
- Pilea portoricensis
- Pilea proctorii
- Pilea propinqua
- Pilea pseudonotata
- Pilea psilogyne
- Pilea pteridophylla
- Pilea pterocaulis
- Pilea pteropodon
- Pilea pubescens
- Pilea pulchra
- Pilea pulegifolia
- Pilea pumila
- Pilea pumileoides
- Pilea punctata
- Pilea puracensis
- Pilea purpurea
- Pilea puruiensis
- Pilea pusilla
- Pilea putridicola
- Pilea pyrrhotricha
- Pilea quadrata
- Pilea quercifolia
- Pilea quichensis
- Pilea racemiformis
- Pilea racemosa
- Pilea radicans
- Pilea radiculosa
- Pilea ramosissima
- Pilea receptacularis
- Pilea refracta
- Pilea repanda
- Pilea reticulata
- Pilea rhexioides
- Pilea rhizobola
- Pilea rhombea
- Pilea rhombifolia
- Pilea richardii
- Pilea riedlei
- Pilea rigida
- Pilea rigidiuscula
- Pilea riopalenquensis
- Pilea riparia
- Pilea rivoriae
- Pilea rivularis
- Pilea robinsonii
- Pilea robusta
- Pilea roemeri
- Pilea rojasiana
- Pilea rostellata
- Pilea rostulata
- Pilea rotundata
- Pilea rotundinucula
- Pilea rubiacea
- Pilea rubriflora
- Pilea rufa
- Pilea rufescens
- Pilea rugosa
- Pilea rugosissima
- Pilea rusbyi
- Pilea salentana
- Pilea salwinensis
- Pilea samanensis
- Pilea sanctae-crucis
- Pilea sancti-johannis
- Pilea saxicola
- Pilea scandens
- Pilea schimpffii
- Pilea schlechteri
- Pilea scripta
- Pilea selbyanorum
- Pilea selleana
- Pilea semidentata
- Pilea semisessilis
- Pilea senarifolia
- Pilea serpyllifolia
- Pilea serratifolia
- Pilea serrulata
- Pilea sessiliflora
- Pilea sessilifolia
- Pilea setigera
- Pilea sevillensis
- Pilea shizongensis
- Pilea siguaneana
- Pilea silvicola
- Pilea simplex
- Pilea sinocrassifolia
- Pilea sinofasciata
- Pilea sinoverrucosa
- Pilea skutchii
- Pilea smithii
- Pilea sohayakiensis
- Pilea solandri
- Pilea somae
- Pilea spathulata
- Pilea spathulifolia
- Pilea sphenophylla
- Pilea spicata
- Pilea spinulosa
- Pilea spruceana
- Pilea squamosa
- Pilea squamulata
- Pilea stapfiana
- Pilea stellarioides
- Pilea stelluligera
- Pilea stenoneura
- Pilea stenophylla
- Pilea stolonifera
- Pilea striata
- Pilea strigillosa
- Pilea strigosa
- Pilea subamplexicaulis
- Pilea subcoriacea
- Pilea subcrenata
- Pilea subedentata
- Pilea sublobata
- Pilea sublucens
- Pilea submissa
- Pilea subpubera
- Pilea subserrata
- Pilea succulenta
- Pilea suffruticosa
- Pilea sumideroensis
- Pilea supersedens
- Pilea suta
- Pilea swinglei
- Pilea sylvatica
- Pilea symmeria
- Pilea tabularis
- Pilea taquetii
- Pilea tatamensis
- Pilea tatei
- Pilea ternifolia
- Pilea tetraphylla
- Pilea tetrapoda
- Pilea thouarsiana
- Pilea thymoidea
- Pilea tilarana
- Pilea tippenhaueri
- Pilea tobagensis
- Pilea topensis
- Pilea torbeciana
- Pilea trichomanophylla
- Pilea trichosanthes
- Pilea trichotoma
- Pilea tridentata
- Pilea trilobata
- Pilea tripartita
- Pilea triradiata
- Pilea troyensis
- Pilea truncata
- Pilea tsaratananensis
- Pilea tsiangiana
- Pilea tungurahuae
- Pilea tutensis
- Pilea umbellata
- Pilea umbriana
- Pilea umbrosa
- Pilea unciformis
- Pilea uninervis
- Pilea urticella
- Pilea urticifolia
- Pilea usambarensis
- Pilea valenzuelae
- Pilea variegata
- Pilea weberbaueri
- Pilea weddellii
- Pilea vegasana
- Pilea venulosa
- Pilea verbascifolia
- Pilea verrucosa
- Pilea versteegii
- Pilea victoriensis
- Pilea wightii
- Pilea villicaulis
- Pilea wilsonii
- Pilea virgata
- Pilea wollastonii
- Pilea wrightiana
- Pilea vulcanica
- Pilea wullschlaegelii
- Pilea yarensis
- Pilea yunckeri
- Pilea yunquensis
- Pilea zaranensis